# Jádson Lima
Jádson Erick Soares Lima (* 1. April 2003) ist ein brasilianischer Sprinter, der sich auf den 400-Meter-Lauf spezialisiert hat.

## Sportliche Laufbahn
Erste Erfahrungen bei internationalen Meisterschaften sammelte Jádson Lima im Jahr 2021, als er bei den U20-Südamerikameisterschaften in Lima in 49,90 s den vierten Platz über 400 Meter belegte. Im Jahr darauf schied er bei den U20-Weltmeisterschaften in Cali mit der brasilianischen 4-mal-400-Meter-Staffel mit 3:11,69 min im Vorlauf aus und 2024 gewann er bei den U23-Südamerikameisterschaften in Bucaramanga mit der Mixed-Staffel in 3:26,88 min die Bronzemedaille hinter den Teams aus Kolumbien und Ecuador. Zudem gewann er über 400 Meter in 46,45 s die Silbermedaille hinter dem Kolumbianer Daniel Santiago und siegte mit der Männerstaffel in 3:07,14 min. Im Jahr darauf schied er bei den Hallenweltmeisterschaften in Nanjing mit 47,74 s in der ersten Runde über 400 Meter aus. Ende April siegte er bei den Südamerikameisterschaften in Mar del Plata in 3:17,73 min gemeinsam mit Érica Cavalheiro, Tiago Lemes da Silva und Anny de Bassi in der Mixed-Staffel. Zudem siegte er in 3:07,40 min gemeinsam mit Tiago Lemes da Silva, Lucas Carvalho und Elias Oliveira auch in der Männerstaffel.
2023 wurde Lima brasilianischer Meister in der 4-mal-100-Meter-Staffel sowie 2024 in der 4-mal-400-Meter-Staffel.

## Persönliche Bestzeiten
- 400 Meter: 45,98 s, 8. Juni 2024 in Cochabamba
  - 400 Meter (Halle): 47,74 s, 21. März 2025 in Nanjing